# Daskabát
Daskabát (in tedesco Daskabat) è un comune della Repubblica Ceca facente parte del distretto di Olomouc, nella regione di Olomouc.